# Celeste (telenovela)
Celeste fue una telenovela argentina emitida por Canal 13, de lunes a viernes a las 19:00 hs durante el año 1991. La historia fue escrita por José Nicolás y Enrique Torres. Protagonizada por Andrea del Boca y Gustavo Bermúdez. Coprotagonizada por Erika Wallner, Andrea Bonelli y Rodolfo Machado. Antagonizada por Germán Palacios, Viviana Saccone, Patricia Castell, Roberto Antier, Liliana Simoni y la primera actriz Dora Baret. También, contó con las actuaciones especiales de los primeros actores Hilda Bernard y Arturo Maly. Y la participación de Graciela Pal como actriz invitada. 
Abordó temas como el VIH, la homosexualidad y la bisexualidad, temas aún tabú para esa época, siendo una de las telenovelas precursoras en el género.
El galán protagónico fue Gustavo Bermúdez, que alcanzó el reconocimiento público en el papel de Franco Ferraro, si bien ya venía realizando otras telenovelas como "Grecia" y "No va más, la vida nos separa".

## Argumento
Celeste vive con su madre, Lucía, en un pequeño pueblo llamado Villarica junto al lago del Sol. Es allí que descubre que su madre tiene un cáncer incurable, pero junto a ese dolor descubre el amor de un joven que conoce a la orilla del lago. Ambos deciden ocultar sus nombres y se llaman "Hermano Sol" y "Hermana Luna", por la leyenda de San Francisco De Asís; deciden revelar sus nombres al día siguiente, pero esto no ocurre. Lucía muere y Sol, desilusionado, arranca el árbol que habían plantado en las orillas del lago, lugar donde Celeste llorará amargamente.
Pero Celeste no quedará sola; siempre ha estado en manos de su protectora, una mujer que venía de Buenos Aires a visitarlas. Se trata de Aída, amiga de Lucía, quien ha prometido protegerla y llevarla a la mansión donde vive junto con su hermano Leandro. Leandro no es otro que el padre de Celeste, que había abandonado a Lucía veintiún años atrás al saber de su embarazo. Leandro está casado con Teresa Visconti, la dueña de la mansión, quien al ver a Celeste cree que se trata de la nueva sirvienta. Desde el primer día, Celeste sufre el maltrato de Teresa, Célica –el ama de llaves, enamorada de Teresa- y Enzo, hijo de Teresa. al tiempo que descubre la comprensión y el cariño de Leandro, Aída y su sobrina Rita.
Días después, es informada que el mellizo de Enzo está regresando de un viaje de un viaje. Celeste prepara su habitación, y se encuentra frente a frente con Sol, quien era en realidad Franco Ferrero, el hijo de Teresa. La vida de Celeste en la mansión da un vuelco: la presencia de Sol confunde aún más su vida, pero pocos días después vuelven a ser enamorados, siempre en secreto, aunque todos saben que alguien ocupa un lugar en su corazón, creyendo equivocados que se trata de Ramiro, el mejor amigo de Celeste, que la ama sin ser correspondido. Pero Franco y Ramiro no son los únicos interesados en Celeste: Enzo la asediaba e incluso intenta violarla. La oportuna llegada de Franco evita el incidente.
El cumpleaños veinticinco de los mellizos Franco y Enzo llega un sábado, y esa noche Celeste vive su noche de cenicienta a pesar de la oposición de Teresa, que cae en ridículo ante toda la sociedad. Al día siguiente llega el cumpleaños veintiuno de Celeste, que viaja a su pueblo para festejarlo con la familia de Ramiro: en realidad va en compañía de Franco. Es un día inolvidable para Celeste, que tras la reciente muerte de su madre conoce el amor. La pasión no resiste una noche más y Celeste y Franco hacen el amor, en el más romántico acto de unión.
Un mes después se conocerán las consecuencias de aquella noche: Celeste espera un hijo de Franco. La noticia los llena de alegría. Franco decide enfrentar esa noche a toda su familia y decirles que se casará con ella. Celeste, sintiéndose la mujer más feliz del mundo, recibe el peor golpe de su vida: descubre que Leandro Ferrero es su padre y que eso la hace hermana de Franco, y tía de su futuro hijo.
Celeste huye de Franco, sin saber que su suposición es equivocada; ni Enzo ni Franco son hijos de Leandro, sino del Doctor Bruno Rosseti, el amante de Teresa. Cuando la señora Visconti intenta echarla cuando se entera del embarazo, pero luego resuelve quitarle a su hijo para dárselo a Rita –que supuestamente estaba embarazada y había viajado a París con su esposo Daniel-. Rita es estéril, y teniendo un nieto puede cobrar una gran herencia. Mientras tanto, Ramiro se hace pasar por el padre de ese niño y Celeste le oculta la verdad a Franco.
Bruno le entrega el bebé de Celeste a Rita. Tras el parto, informan a Celeste que su hijo había muerto por malformaciones congénitas; Celeste lo atribuye al hecho que eran hermanos. Celeste cae en una profunda depresión que se agrava cuando Rita regresa de su viaje con su bebé. Rita, que hasta ese entonces era su amiga, se transforma en su enemiga por miedo que le quite al bebé, al que Celeste llama Lucas, a pesar de que Rita lo ha bautizado como Augustito en honor al padre de Teresa. Celeste no puedo ocultar más su dolor. En una discusión con Franco, Celeste deja escapar su secreto. Al comprender que son hermanos Franco comprende su dolor.
Pero los remordimientos se apoderan de Rita, y el dolor de Franco y odio hacia Leandro -al que todavía cree su padre- se vuelven insostenibles cuando le dice que la mujer que ama es Celeste y no puede estar con ella porque son hermanos. Leandro se siente culpable y su corazón no resiste: sufre un ataque cardíaco que le genera una parálisis total. Minutos antes, Teresa descubre que Celeste es hija de su esposo. Ante el estado de su hermano, Aída decide hablar y Celeste deja de ser la sirvienta para convertirse en señora. Teresa, enceguecida por el rencor, le oculta la verdad a su hijo, sin preocuparse por su sufrimiento. Pero la telaraña de mentiras va desmoronándose rápidamente y Celeste comienza a recibir anónimos -escritos por Daniel- y declaraciones inconsistentes de Rita, que le dice que su hijo aún vive.
Cuando Enzo descubre que Franco y Celeste creen ser hermanos decide actuar. Enzo sabe hace tiempo que Bruno es su padre y lo desprecia por ser homosexual, y le cuenta a Celeste que no es hermana de Franco. Celeste se alegra, pero decide ocultar la verdad hasta que su padre se recupere. Sin embargo Teresa, que odia a Leandro, le enseña su testamento, en que dejaba todo a Rita y Celeste, y tras romperlo le dice que toda la fortuna será para sus hijos. Leandro sufre un ataque final y muere.
Celeste, dolida, sabe que hay una esperanza con Franco y por eso quiere que lean el testamento, pero en su lugar leen uno falso. No obstante Enzo recupera el verdadero; cuando se descubre que toda la fortuna es de Rita y Celeste, Franco se indigna con ella y se retira. Pero no todo es desgracia; Bruno confiesa que el hijo de Rita es en realidad hijo de Celeste. 
Todo comienza desmoronarse para Teresa, que no estaba preparada para lo que venía: en una entrevista de televisión, Bruno confiesa que tiene SIDA y que la ha contagiado. Sabiendo que su vida se acerca a su fin, decide suicidarse, no sin llevarse a Celeste con ella. Pide a Célica que ponga veneno a dos de los tres tés que serviría en la hora del té, pero justo cuando Celeste va a beber el té llega Rita, avisándole que Lucas está llorando. Daniel bebe un té, y comienza a sentirse mal, al igual que Célica, que declara su amor a su patrona antes de caer muerta en el sofá
Enzo logra comunicarse con Franco y le cuenta toda la verdad. Franco entiende que había estado equivocado con respecto a Celeste; al buscarla en la mansión, Cachita –la cocinera y mejor amiga de Celeste- le informa que ha salido sin decir a dónde. Franco se reencuentra con su hijo, a quien creía hasta hacía poco su sobrino.La muerte de Daniel desencadena la locura en Rita, que es internada en un sanatorio. No sería la única: Bruno y Teresa son internados en una institución para enfermos de SIDA  por Silvana, la esposa del primero e incondicional a Celeste.
Franco sabe dónde está Celeste: el lago del Sol. Al verse corren para abrazarse y besarse sin ningún tipo de culpa y, sentados en un bote en las orillas, presencian el ocaso del sol y juran ante el hermano Sol y la hermana Luna casarse, con un "Sí, quiero" proferido por Luna.

## Elenco
- Andrea del Boca ... Celeste Ferrero Berardi de Rosetti
- Gustavo Bermúdez ... Franco Rosetti Visconti
- Dora Baret ... Teresa Visconti de Ferrero Villana Principal (Termina en un instituto de rehabilitación)
- Germán Palacios ... Enzo Rosetti Visconti Villano Principal (Se vuelve bueno)
- Viviana Saccone ... Rita Ferrero Visconti Villana secundaria (Se vuelve loca)
- Patricia Castell ... Célica Castellini Villana (Muere en pacto suicida)
- Érika Wallner ... Silvana Vda de Rosetti
- Andrea Bonelli ... Laura Corrán Villana secundaria (Se suicida)
- Liliana Simoni ... Lila Villana Secundaria (Se va a vivir a España)
- Rodolfo Machado ... Leandro Ferrero
- Roberto Antier ... Daniel Villano (Muere envenenado por Célica)
- Gustavo Rey ... Ramiro Menéndez
- Graciela Pal ... Carina Vanessa "Cachita" Montero
- Adela Gleijer ... Aída Ferrero
- Hilda Bernard ... Amanda Sadowska
- Rodolfo Brindisi ... Padre Benito
- Raquel Casal ... Vanina
- Ana María Castel ... Victoria
- Silvina Dragone ... Daisy
- Cristina Fernández ... Julia Oliver
- Roberto Fiore ... Ramón
- Claudio Gallardou ... Felipe Castellini
- Osvaldo Guidi ... Sebastián Aguirre
- Regina Lamm ... Lucía Verardi
- Gabriela Salas ... Marina Corrán
- Beatriz Vives ... María
- Néstor Zacco ... Agüero
- Arturo Maly ... Bruno Rosetti
- Paola Cocciaglia ... Gloria
- Hugo Caprera
- Sebastián Pelegrinelli ... (Hijo) Lucas

## Banda sonora
- Celeste (Andrea del Boca)
- Tengo todo excepto a ti (Luis Miguel)
- Completamente enamorados (Chayanne)
- Yo sin ti (Ricardo Montaner)
- Cuatro estrofas (Alejandro Lerner)
- Todo mi corazón (Yuri)
- Bella señora (Emmanuel)
- Mío (Myriam Hernández)
- De punta a punta (José Luis Rodríguez)
- Te quiero tanto (José Luis Perales)
- Con el corazón en la mano (Guillermo Fernández)
- Obsesión (Miguel Mateos)
- Esa chica es mía (Sergio Dalma)
- Cry for help (Rick Astley)
- Te pretendo (Raf)
- Para amarnos más (Mijares)
- Esa chica es mía (instrumental) (Sergio Dalma)
- Tengo todo excepto a ti (instrumental) (Luis Miguel)
- Completamente enamorados (instrumental) (Chayanne)
- Silhouette (Kenny G)